# Lantbrukets brandskyddskommitté
Lantbrukets Brandskyddskommitté, LBK, är en sammanslutning av lantbruksorganisationer, myndigheter, branschorganisationer och försäkringsbolag, under Brandskyddsföreningen Sverige.
Syftet med kommittén är att sprida och utveckla fördjupade kunskaper om hur man undviker att brand uppstår inom lantbruk, skogsbruk och hästverksamhet, och om brand ändå uppstår mildra skadorna av branden.
Riskerna för brand är stora inom lantbruket. Det beror bl.a. på följande:
- Många lantbruk inryms i äldre byggnader, med äldre eller inga standarder för hur man bygger brandsäkert
- En stor mängd eldfängt material hanteras
- Många djur (och skadedjur) finns i och runt gårdarna
- Mycket ensamarbete förekommer, man behöver vara en "allt-i-allo" när man jobbar inom lantbruket. Risk för personskador eller att man slarvar med säkerheten när man stressar.
- Många heta arbeten (t.ex. svetsning) förekommer i gårdsverkstäderna eller att man parkerar fordon och maskiner med förbränningsmotorer i anslutning till brännbart material.
- Många gårdar ligger långt ifrån brandstationerna, och insatstiderna blir därför längre.

En produkt av LBK:s arbete är den s.k. LBK-pärmen, en handbok i hur man bygger säkra ekonomibyggnader inom lantbruket. Den finns fritt nedladdningsbar på LBK:s hemsida. 